# Hydrodendron sympodiformis
Hydrodendron sympodiformis är en nässeldjursart som beskrevs av Wilfrid Arthur Millard och Bouillon 1974. Hydrodendron sympodiformis ingår i släktet Hydrodendron och familjen Haleciidae.
Artens utbredningsområde är Indiska oceanen. Inga underarter finns listade i Catalogue of Life.